# Lauer (Hvaler)
Pour les articles homonymes, voir Lauer.
Lauer est un petit groupes d'îles de la commune de Hvaler ,  dans le comté d'Østfold en Norvège.

## Description
L'archipel  de 0,15 km2 se trouve dans l'Oslofjord extérieur, proche de la frontière avec la Suède. Les îles sont Nordre Lauer, Mellomholmen, Svalelauer, Kokkholmen et Sør-Lauer et se situent au sud de Kirkøy.
Les derniers résidents permanents de Lauer ont déménagé de là dans les années 1970 et 1980. Aujourd'hui, il y a environ 30 maisons sur Nordre Lauer, utilisées comme maisons de vacances uniquement l'été. Il existe un service de ferry depuis le port continental de Skjærhalden.

## Aire protégée
Nordre Lauer, Mellomholmen, Svalelauer font partie du Parc national d'Ytre Hvaler.